# Walsoorden
Walsoorden is een dorp in de Nederlandse provincie Zeeland, in de regio Zeeuws-Vlaanderen, met 335 inwoners (2023). Het dorp maakt sinds de gemeentelijke herindeling van 2003 deel uit van de gemeente Hulst; voordien was het onderdeel van de gemeente Hontenisse.

## Geschiedenis
Walsoorden ligt in een polder die rond 1200 voor het eerst werd bedijkt; in 1622 werd de polder opnieuw bedijkt en ontstond een kleine haven en het huidige dorp. Deze haven heeft een belangrijke rol gespeeld in de landbouw in de streek, bijvoorbeeld voor het vervoer van mout en suikerbieten. In de loop van de 18e eeuw werd het een voorhaven van Hulst. 
Walsoorden was lange tijd vertrekpunt van een veerpont over de Westerschelde. Al in 1521 werd melding gemaakt van een veer Hansweert-Walsoorden. In 1940 werd de veerdienst verplaatst naar de veerhaven in Perkpolder, het werd toen de Veerdienst Kruiningen-Perkpolder. In 2003, na de opening van de Westerscheldetunnel, kwam ook daar een einde aan en raakte Walsoorden verder in isolement.
Vanaf 1902-1903 was er een tramdienst vanaf de veerhaven in Walsoorden naar Hulst. Vanaf 1918 werd deze tramlijn geëxploiteerd door de Zeeuwsch-Vlaamsche Tramweg-Maatschappij (ZVTM). In 1918 werd de tramlijn Drieschouwen - Kloosterzande geopend, die ook zijn eindpunt had bij de veerhaven.
Op 1 februari 1934 werd het reizigersvervoer naar Hulst gestaakt. Tussen 1940 en 1947 was er nog incidenteel reizigersvervoer. In 1940 werd door Rijkswaterstaat voor het goederenvervoer een nieuwe verbinding met de veerhaven van Perkpolder aangelegd. Vanaf 1 augustus 1948 werd het reizigersvervoer gestaakt, in september 1949 werd ook het goederenvervoer stilgelegd en werden de sporen opgebroken.

## Bezienswaardigheden
- De Beaufortsluis is gelegen tussen de Noorddijkpolder en de Zandpolder en werd herbouwd na de stormvloed van 1906.

## Natuur en landschap
Walsoorden ligt in een zeekleilandschap op een hoogte van ongeveer 1 meter. Het dorp ligt aan de Westerschelde, en wel aan de Bocht van Walsoorden, een vaargeul van meer dan 20 meter diep. Voor de kust ligt ook de Schor van Baalhoek. Walsoorden ligt in de Noorddijkpolder die begin eenentwintigste eeuw deels ontpolderd is als natuurcompensatie voor de verdieping van de Westerschelde.

## Nabijgelegen kernen
Kloosterzande, Ossenisse, Paal
Stad: Hulst

Dorpen: Clinge · Graauw · Heikant · Hengstdijk · Kapellebrug · Kloosterzande · Kuitaart · Lamswaarde · Nieuw-Namen · Ossenisse · Sint Jansteen · Terhole · Vogelwaarde · Walsoorden

Buurtschappen: Absdale · Baalhoek · Boschkapelle · Catalijnenweg · Delft · Drie Hoefijzers · Duivenhoek · De Eek · Emmadorp · Fluitershoek · Groenendijk · Halfeind · Hoefkesdijk · Hoek en Bosch · 't Hoekje · 't Jagertje · Kalverdijk · Kampen · Kamperhoek · Keizerrijk · De Knapaf/Droogedijk · Knuitershoek · Koelewei · Koningsdijk · De Kraai · Krabbenhoek · Kreverhille · Kruisdorp · Kruispolderhaven · Kruisweg · Het Lammetje · Luntershoek · Margret · Margretschedijk · Molenhoek · Molenhoek · Muggenhoek (deels) · Noordstraat · Het Oliekot · Oostdijk · Ossenhoek · Oude Kaai · Oudemolen · Oude Stoof · Paal · Patrijzendijk · Patrijzenhoek · Pauluspolder · Perkpolder · Prosperdorp · De Rape · Roskam · Roverberg · Ruischendegat · Rustwat · Saswijk · Schapershoek · Scheldevaartshoek · Schuddebeurs · Sluis/Drie Gezusters · Statenboom · Stoppeldijk (Rapenburg) · Stoppeldijkveer (deels) · Strooienstad · Tasdijk · Tivoli · Tragel · Verkorting · Vijfhoek · Vogelfort · Walenhoek · Zandberg · Zeedorp · Zeegat

Historische plaatsen: Boerenmagazijn · Eekenissepolder · Klein Kuitaart · Vitshoek

Zeeland: Steden en dorpen in Zeeland      Nederland: Provincies · Gemeenten